# ميناء الرياض الجاف
ميناء الرياض الجاف ميناء غير بحري يقع في المنطقة الصناعية القديمة وسط مدينة الرياض بالمملكة العربية السعودية. يصل عمره إلى أكثر من ثلاثة عقود، حيث افتتح عام 1981، وهو إحدى المنشآت التابعة للمؤسسة العامة للخطوط الحديدية السعودية. يعد الميناء بوابة الرياض لاستيراد البضائع والسلع، وتصل مساحته لأكثر من 7 ملايين متر مربع، وهو يربط ميناء الملك عبدالعزيز البحري في الدمام بالعاصمة الرياض عبر سكة الحديد، ويتم تشغيله عبر مجموعة باس الدولية. ويستقبل سنويا أكثر من 450.000 حاوية نمطية في الاتجاهين، كما تبلغ طاقته اليومية حوالي 900 حاوية، ووصل معدل مناولة الحاويات بالميناء 36000 حاوية في يونيو 2017، بزيادة في مناولة الحاويات المثلجة بـ 20% عن عام 2016.

## التأسيس
نشأت الحاجة لميناء الرياض الجاف من زيادة البضائع الواردة لميناء الملك عبد العزيز بالدمام، والتي يتوجب نقلها لمدينة الرياض. وفي ظل الازدحام المروري في الطرق بين الرياض والدمام تأسس الميناء، وتم وصله بالدمام عبر سكة الحديد، التي ساهمت في نقل البضائع للموردين ليتم تسليمها وتخليصها جمركيا في ميناء الرياض.

## المرافق
يحتوي ميناء الرياض الجاف على 6 مستودعات بمساحة 6480 متر مربع لكل مستودع، وطاقة استيعابية بحجم 250 حاوية لكل منها. ومستودع للبضائع المبردة تبلغ مساحته 2600 متر. وثلاجة تبريد بمساحة 2700 متر مربع. إلى جانب ساحات تخزين للحاويات بسعات مختلفة، سعة 20 قدم تستوعب 2050 حاوية، و40 قدم تسع 3390 حاوية. كما يضم ساحة للمعاينة الجمركية تصل طاقتها الاستيعابية إلى 1350 حاوية، إضافة لساحة تسليم الحاويات بسعة 1540 حاوية. ويشمل الميناء على خطوط حديدية ومعدات ورافعات وأسطول متكامل من شاحنات النقل على الخطوط البرية.

## الخدمات
يقدم الميناء الخدمات التالية:
- تسليم الشحنات القادمة من ميناء الملك عبد العزيز بالدمام، والتي تتنوع ما بين حاويات وسيارات وبضائع ومعدات، حيث يتم تخليصها جمركيا وتسليمها فورًا.
- إعداد كافة مستندات حركة المشحونات بدءًا بوقت استقبالها في الميناء الجاف مرورًا بتخزينها ثم معاينتها وتسليمها لأصحابها.
- مناولة الحاويات وتخزينها وتقديمها للمعاينة الجمركية، ثم التسليم وإعادة الحاويات الفارغة إلى ساحة وكلاء البواخر بالدمام.
- تسلم ومتابعة مناولة الحاويات الجاهزة للتصدير من مقرها في ميناء الرياض وحتى تسليمها للبواخر بميناء الدمام.
- استقبال البضائع العامة غير المعبأة في حاويات كالأخشاب والمواسير والحديد.
- استقبال الحاويات المثلجة وتأمين درجات الحرارة اللازمة للبضائع.
- تبليغ وكلاء البواخر بقائمة البضائع الواردة لإخطار العملاء كي يتسلموا بضائعهم في المدة المحددة.
- صيانة المعدات والرافعات والمنشآت.[7]